# Fontaine-Couverte
Pour les articles homonymes, voir Fontaine.
Fontaine-Couverte est une commune française, située dans le département de la Mayenne en région Pays de la Loire, peuplée de 423 habitants.
Ses habitants sont appelés les Fontainois.
La commune fait partie de la province historique de l'Anjou (Haut-Anjou).

## Géographie
La commune est située dans le Sud-Mayenne.

### Communes limitrophes
| La Selle-Guerchaise (Ille-et-Vilaine) | Cuillé                 | Gastines |
| Rannée (Ille-et-Vilaine)              | Fontaine-Couverte      | Ballots  |
| Brains-sur-les-Marches                | Saint-Michel-de-la-Roë | La Roë   |

### Climat
Pour des articles plus généraux, voir Climat des Pays de la Loire et Climat de la Mayenne.
En 2010, le climat de la commune est de type climat océanique altéré, selon une étude du CNRS s'appuyant sur une série de données couvrant la période 1971-2000. En 2020, Météo-France publie une typologie des climats de la France métropolitaine dans laquelle la commune est exposée à un climat océanique et est dans la région climatique  Bretagne orientale et méridionale, Pays nantais, Vendée, caractérisée par une faible pluviométrie en été et une bonne insolation. 
Pour la période 1971-2000, la température annuelle moyenne est de 11,5 °C, avec une amplitude thermique annuelle de 13,5 °C. Le cumul annuel moyen de précipitations est de 703 mm, avec 12,1 jours de précipitations en janvier et 6,5 jours en juillet. Pour la période 1991-2020, la température moyenne annuelle observée sur la station météorologique de Météo-France la plus proche, sur la commune de Ballots à 7 km à vol d'oiseau, est de 11,8 °C et le cumul annuel moyen de précipitations est de 782,1 mm,. Pour l'avenir, les paramètres climatiques de la commune estimés pour 2050 selon différents scénarios d'émission de gaz à effet de serre sont consultables sur un site dédié publié par Météo-France en novembre 2022.

## Urbanisme

### Typologie
Au 1er janvier 2024, Fontaine-Couverte est catégorisée commune rurale à habitat très dispersé, selon la nouvelle grille communale de densité à sept niveaux définie par l'Insee en 2022.
Elle est située hors unité urbaine. Par ailleurs la commune fait partie de l'aire d'attraction de La Guerche-de-Bretagne, dont elle est une commune de la couronne,. Cette aire, qui regroupe 11 communes, est catégorisée dans les aires de moins de 50 000 habitants,.

### Occupation des sols
L'occupation des sols de la commune, telle qu'elle ressort de la base de données européenne d’occupation biophysique des sols Corine Land Cover (CLC), est marquée par l'importance des territoires agricoles (99,4 % en 2018), une proportion identique à celle de 1990 (99,4 %). La répartition détaillée en 2018 est la suivante : 
terres arables (51,9 %), zones agricoles hétérogènes (34,6 %), prairies (12,9 %), forêts (0,6 %). L'évolution de l’occupation des sols de la commune et de ses infrastructures peut être observée sur les différentes représentations cartographiques du territoire : la carte de Cassini (XVIIIe siècle), la carte d'état-major (1820-1866) et les cartes ou photos aériennes de l'IGN pour la période actuelle (1950 à aujourd'hui).

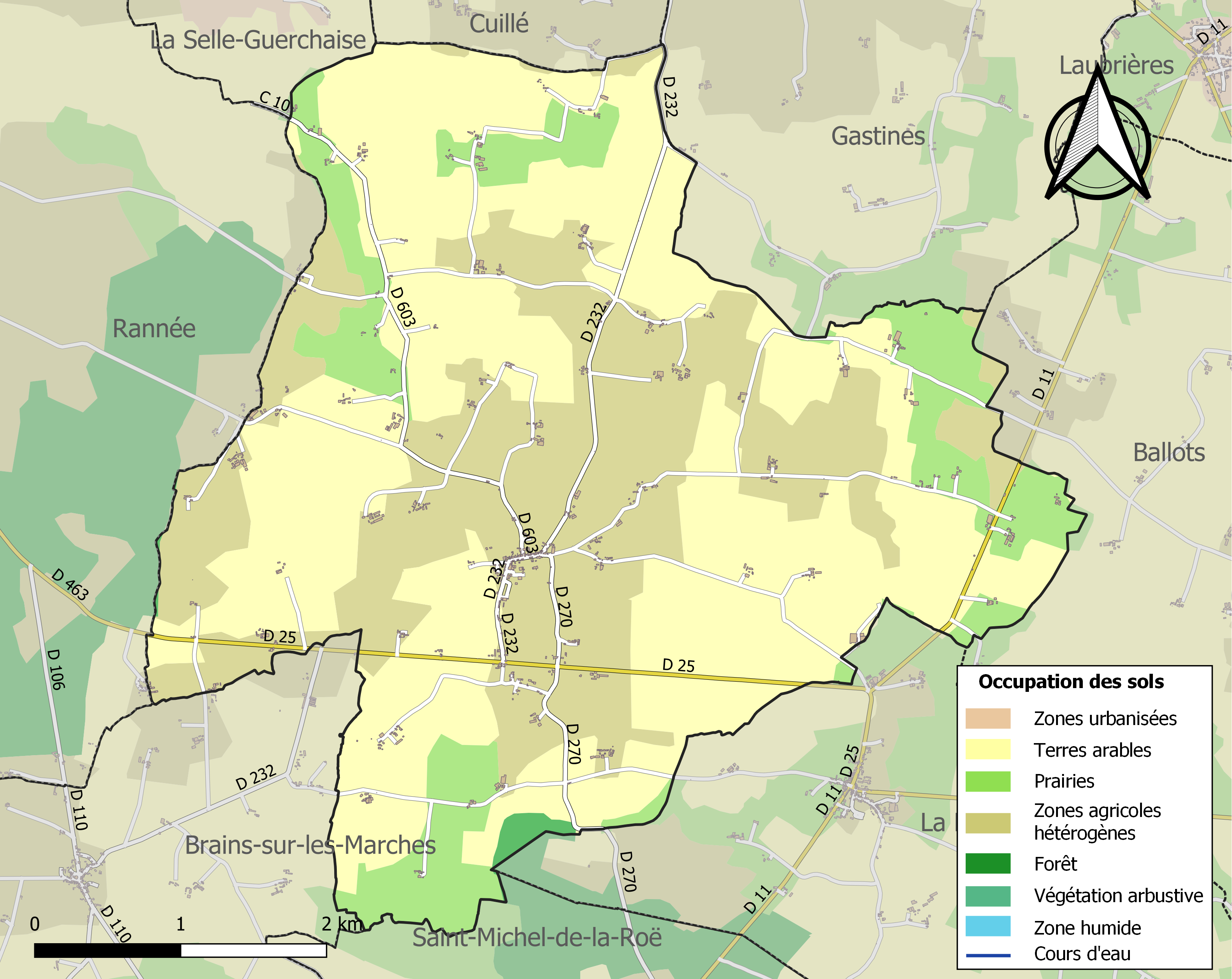
Carte des infrastructures et de l'occupation des sols de la commune en 2018 (CLC).

## Toponymie
Le nom de la localité est attesté sous la forme de Fonte Cooperto en 1136, composée à partir du latin fons, « source », et cooperto, « couvert ».
Selon la légende, le fils d'un seigneur de la Pommeraie tomba dans une fontaine. Son père fit le vœu de construire une chapelle à cet endroit si son fils s'en sortait sain et sauf, ce qui arriva. Il fit donc ériger une chapelle en bois, qui s'écroula dans la fontaine au fil des siècles. L'église de la paroisse  aurait été par la suite construite sur cette même fontaine. Cette ancienne fontaine, à laquelle la commune doit son nom, a été mise au jour dans l'église en 1893,.

## Histoire

### Ancien Régime
Sous l’Ancien Régime, la seigneurie paroissiale et ses prérogatives appartenaient à la baronnie angevine de Craon, qui dépendait de la sénéchaussée principale d'Angers et du pays d'élection de Château-Gontier.
La procession des rogations allait de Fontaine-Couverte à la Roë, et réciproquement.
Aux XVIe et XVIIe siècles, selon une croyance populaire, le septième fils d'une famille avait le pouvoir de guérir les 'écrouelles'. L'usage voulait également que l'on mette une bourse sur la tombe des défunts dont on refusait la succession,.
En 1604, Guy de Valory, venu d'Italie à la suite de Louis II d'Anjou, devient seigneur de la Pommeraie, château de Fontaine-Couverte, en épousant Anne de Goué, fille de Guy de Goué et de Madeleine de la Pommeraie, dernière héritière de la famille et de ses terres.
Le château de la Pommeraie, où se trouvait la sépulture d'Anne de Goué, tomba en ruine en 1752.

### Révolution française
Le curé Pierre Charles Jean Cahouet refusa de prêter serment et, grâce à l'influence qu'il avait dans sa paroisse, put y rester jusqu'après le 13 mars 1792. Par la suite, les administrateurs de l'an VIII les qualifiaient de "vendéen, chouan et égorgeur".
Au cours de l'an VI, le château toujours en ruine abritait le chef des royalistes du canton de la Roë.

### XIXesiècle
En 1843, les fermiers voulurent brûler vif un certain Jacquelin, accusé de sorcellerie,.
En 1824, un certain Raoul construisit le moulin des Gués au bord de la route entre la Roë et la Guerche, qui fonctionna jusqu'en 1870, et dont la moulure variait entre 15 et 20 quintaux de blé par bon vent,,..

## Politique et administration
| Période | Période  | Identité           | Étiquette | Qualité    |
| ------- | -------- | ------------------ | --------- | ---------- |
| 1953    |          | Francis Lardeux    |           |            |
| 1995    | En cours | Jean-Claude Moreau |           | Commerçant |

Le conseil municipal est composé de onze membres dont le maire et trois adjoints.

## Population et société

### Démographie
L'évolution du nombre d'habitants est connue à travers les recensements de la population effectués dans la commune depuis 1793. Pour les communes de moins de 10 000 habitants, une enquête de recensement portant sur toute la population est réalisée tous les cinq ans, les populations de référence des années intermédiaires étant quant à elles estimées par interpolation ou extrapolation. Pour la commune, le premier recensement exhaustif entrant dans le cadre du nouveau dispositif a été réalisé en 2005.
En 2022, la commune comptait 423 habitants, en évolution de −3,64 % par rapport à 2016 (Mayenne : −0,73 %, France hors Mayotte : +2,11 %).
Fontaine-Couverte a compté jusqu'à 940 habitants en 1856.
| 1793 | 1800 | 1806 | 1821 | 1831 | 1836 | 1841 | 1846 | 1851 |
| ---- | ---- | ---- | ---- | ---- | ---- | ---- | ---- | ---- |
| 820  | 787  | 830  | 893  | 857  | 884  | 816  | 883  | 900  |

| 1856 | 1861 | 1866 | 1872 | 1876 | 1881 | 1886 | 1891 | 1896 |
| ---- | ---- | ---- | ---- | ---- | ---- | ---- | ---- | ---- |
| 940  | 935  | 919  | 881  | 883  | 805  | 880  | 855  | 846  |

| 1901 | 1906 | 1911 | 1921 | 1926 | 1931 | 1936 | 1946 | 1954 |
| ---- | ---- | ---- | ---- | ---- | ---- | ---- | ---- | ---- |
| 819  | 819  | 803  | 707  | 725  | 722  | 737  | 712  | 708  |

| 1962 | 1968 | 1975 | 1982 | 1990 | 1999 | 2005 | 2006 | 2010 |
| ---- | ---- | ---- | ---- | ---- | ---- | ---- | ---- | ---- |
| 682  | 662  | 546  | 487  | 450  | 388  | 371  | 373  | 391  |

| 2015 | 2020 | 2022 | - | - | - | - | - | - |
| ---- | ---- | ---- | - | - | - | - | - | - |
| 437  | 427  | 423  | - | - | - | - | - | - |

## Lieux et monuments

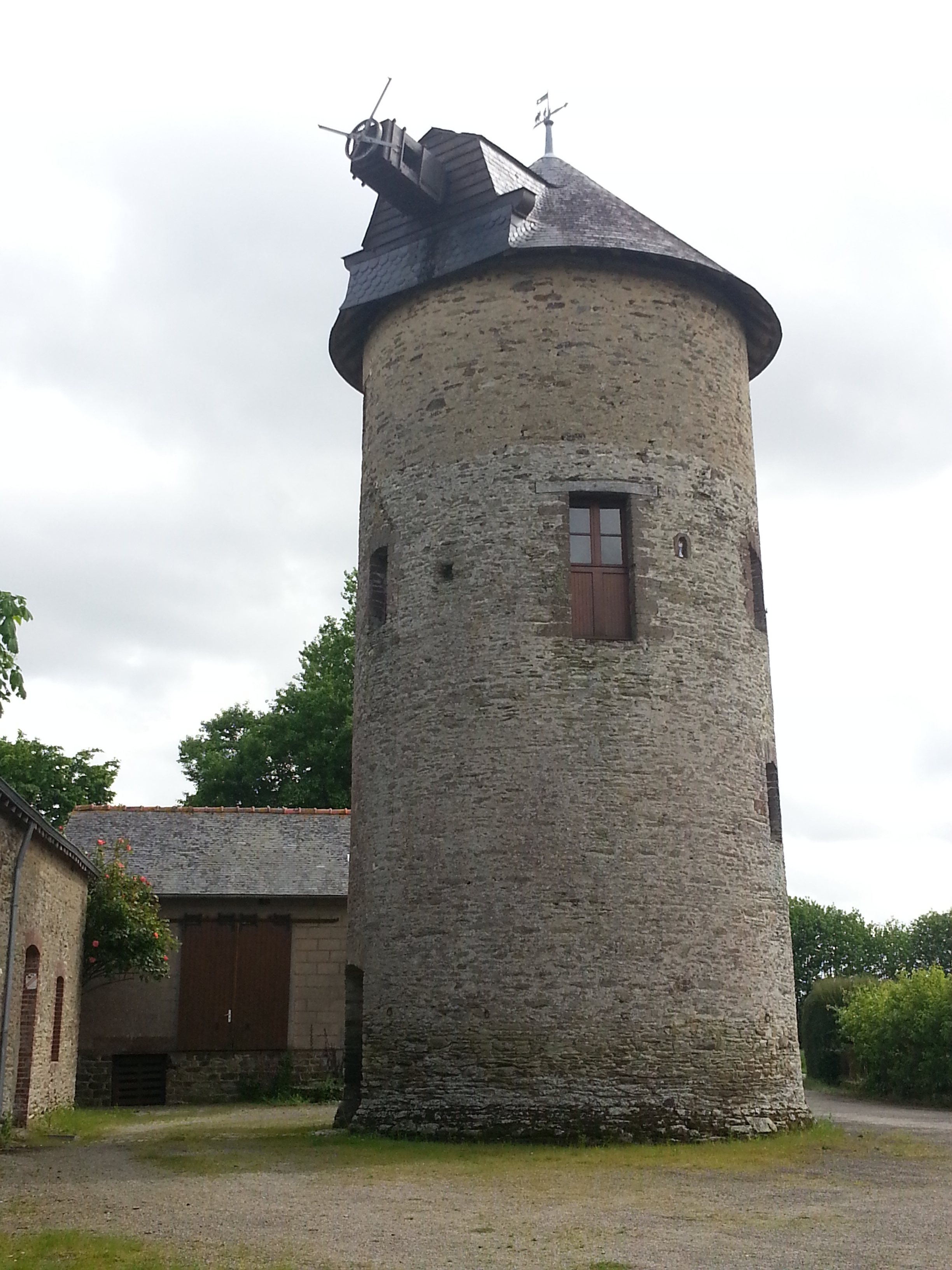
Moulin à vent des Gués.

- Le moulin à vent des Gués, du XIXe, qui fait l'objet d'une inscription au titre des Monuments historiques depuis le 26 juin 1989[18].
- Église Saint-Bomier. Deux autels-retables et deux bas-reliefs sont classés à titre d'objets[24].
- Grotte de Lourdes, place Saint-Bomier derrière l'église.

## Activité, label et manifestations

### Label
La commune est une ville fleurie (une fleur) au concours des villes et villages fleuris.

## Personnalités liées à la commune
- Luc Vatar, peintre du XVIIe siècle, a résidé à Fontaine-Couverte.

## Héraldique
| Blason de Fontaine-Couverte | Blason  | D’or, à une fontaine d’azur, accostée de deux croisettes de gueules ; au chef du même. |
| Blason de Fontaine-Couverte | Détails | Le blason a été créé pour mettre fin à une situation d'usurpation de blason seigneurial depuis la publication d'un livre du syndicat d'initiative du canton de Saint-Aignan-sur-Roë en 1989 avec des attributions d'armories très douteuses voire illégales. La municipalité de Fontaine-Couverte acceptant de modifier son blason usurpé, cela abouti au blason actuel. L’or et le chef de gueules sont des éléments du blason de la famille de Valory qui possédait Fontaine Couverte en fief. La reprise intégrale du blason d’une famille étant interdite pour les municipalités, il suffit d’en emprunter un ou plusieurs éléments. La fontaine est la représentation de la première partie du nom du village; le chef termine l’explication en couvrant le monument. Les croisettes symbolisent Bomer le saint patron de Fontaine Couverte. Il était ermite et a été l’un des premiers missionnaires du Mans. Les ornements sont deux gerbes de blé d’or mises en sautoir par la pointe et liées de gueules afin d’honorer l’activité agricole. Le listel d'argent porte le nom de la commune en lettres majuscules de sable. La couronne de tours dit que l’écu est celui d’une commune ; elle n’a rien à voir avec des fortifications. Le statut officiel du blason reste à déterminer. |

## Héraldique (2)
|  | Armes de Fontaine-Couverte depuis 1999 Les armes de Fontaine-Couverte se blasonnent ainsi : D'or à une fontaine d'azur accompagnée de deux croisettes de gueules. Au chef de Gueules. Il s'agit en fait du nouveau blason de Fontaine-Couverte, composé par Jean-Claude Molinier en juin 1999. |

|  | Armes de Fontaine-Couverte jusqu'à 1999 Les armes de Fontaine-Couverte se blasonnaient ainsi jusqu'en 1999 : Ecu d'or à un laurier arraché de sinople et un chef de gueules, avec pour devise : "Aquilae valori laurus" ("La gloire pour un Valory semblable à l'aigle"). Il s'agit en fait des armoiries de Guy de Valory, qui devint seigneur de la Pommeraie à Fontaine-Couverte, dont l'écusson est apposé sur une dalle funéraire. Les restes d'Anne de Goué, femme de Guy de Valory, reposaient sous cette dalle noire dans le château de la Pommeraie, originellement posée sur quatre piliers, puis posée ensuite à même le pavage, actuellement dressée contre la muraille par les soins de la Commission Historique de la Mayenne. |